# Richard C. Duncan
Richard C. Duncan är en amerikansk elektroingenjör som myntat begreppet Olduvaiteorin. Denna teori utgår från att västvärldens levnadssätt är en högst begränsad tidsperiod som tar slut när energiproduktionen per kapita börjar att falla. Duncan påstår att västvärldens storhetstid är mellan år 1930 och 2030, därefter räcker inte oljereserverna till för att upprätthålla en levnadsstandard i nivå med Europa, USA och Japan.[källa behövs]
Duncan grundade 1992 Institute on Energy and Man, som han leder.